# علی‌اکبر بینا
دکتر علی‌اکبر بینا (۱۲۸۵ تبریز - ۱۳۵۵) استاد دانشگاه، معاون فنی و حرفه‌ای وزارت فرهنگ، رئیس دانشگاه ملی (شهید بهشتی کنونی)، سناتور و نماینده مجلس شورای ملی بود.
پدرش مدیرالسلطنه تبریزى بود. در دوره سلطنت رضاشاه جزو جوانانى شد که برای تحصیل به اروپا اعزام شدند. در فرانسه دكترای تاریخ گرفت و پس از بازگشت به ایران به تدریس در دانشگاه تهران مشغول شد. مدتى هم معاون و سپس رئیس دانشكده‏ ادبیات بود.
پس از ۲۸ مرداد ۱۳۳۲ دو دوره نماینده تبریز در مجلس شورای ملی شد (دوره‌های هجدهم و نوزدهم). سپس به معاونت فنی و حرفه‌ای وزارت فرهنگ و ریاست دانشگاه ملی رسید. در آخرین دوره مجلس سنا (دوره هفتم) سناتور انتصابی آذربایجان شرقی بود و در همین دوره درگذشت.

## آثار
- تاریخ سیاسى ایران